# Globális katasztrófakockázat

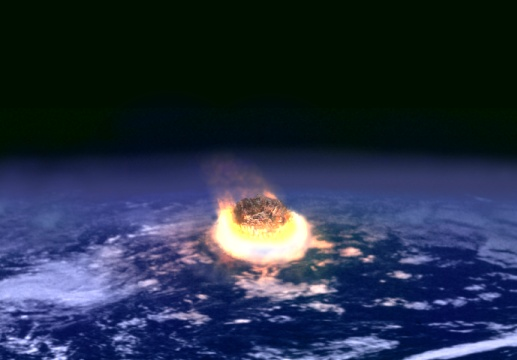
Egy jelentős aszteroida becsapódás művészi ábrázolása. Egy aszteroida okozta a nem madárszerű dinoszauruszok kihalását.

A globális katasztrófakockázat vagy világvége forgatókönyv egy olyan feltevésen alapuló esemény, amely globális léptékben károsíthatja az emberi jólétet, sőt, veszélybe sodorhatja a modern civilizációt vagy akár el is pusztíthatja azt. Az olyan eseményt, amely emberiség kihalását okozhatja, vagy hosszú távon és drasztikus mértékben korlátozhatja az emberiség életkörülményeit vagy lehetőségeit, „egzisztenciális kockázatnak” nevezik.
A 21. században számos tudományos és nonprofit szervezet jött létre annak érdekében, hogy feltárja a globális katasztrófa- és egzisztenciális kockázatokat, kidolgozza a lehetséges enyhítő intézkedéseket, és ezek mellett érveljen vagy végre is hajtsa azokat.

## A fogalom meghatározása és osztályozása

Bostrom "Existential Risk Prevention as Global Priority” című tanulmányából származó hatókör–súlyosság mátrix.

### A globális katasztrófakockázatok meghatározása
A globális katasztrófakockázat kifejezésnek "nincsen pontos meghatározása", és általában véve (némiképp lazán megfogalmazva) olyan kockázatra utal, amely "globális szinten súlyos károkat okozhat az emberiség jólétében".
Az emberiség korábban is átélt kisebb-nagyobb katasztrófákat. Néhány ezek közül komoly károkat okozott, de ezek mind csupán helyi szinten hatottak – mint például a fekete halál, amely az európai lakosság egyharmadának pusztulását okozta, ami a korabeli világ népességének 10%-át jelentette. Más katasztrófák globálisak voltak ugyan, de kevésbé súlyosak – például az 1918-as influenzajárvány során a becslések szerint a világ népességének 3–6%-a elhunyt. A legtöbb globális katasztrófakockázat nem lenne képes akkora pusztítást okozni, hogy kiirtsa a földi élőlények jelentős hányadát, de még, ha ez be is következne, az ökoszisztéma és az emberiség idővel valószínűleg képes lenne regenerálódni (ellentétben az egzisztenciális kockázatokkal).
Hasonlóképpen a Catastrophe: Risk and Response című művében Richard Posner kiemeli és egy kategóriába sorolja azokat az eseményeket, amelyek "teljes pusztuláshoz vagy hanyatláshoz" vezetnek globális, nem pedig "helyi vagy regionális” léptékben. Posner rámutat arra, hogy ezek az események költség-haszon szempontok alapján külön figyelmet érdemelnek, mert közvetlenül vagy közvetve veszélyeztethetik az emberi faj egészének fennmaradását.

### Az egzisztenciális kockázatok meghatározása
Az egzisztenciális kockázatok meghatározás szerint "olyan kockázatok, amelyek súlyos mértékben fenyegetik az emberiség hosszú távú életben maradásának lehetőségeit". Egy egzisztenciális kockázat (egzisztenciális katasztrófa) megvalósulása vagy egyenesen az emberiség kihalásához vezetne, vagy visszafordíthatatlanul egy drasztikusan rosszabb állapotot idézne elő. Az egzisztenciális kockázatok a globális katasztrófakockázatok egy alcsoportját képezik, ahol a károk nemcsak globálisak, hanem véglegesek és maradandóak is, megakadályozva a helyreállítást, és ezáltal mind a jelenlegi, mind pedig a jövő generációkra is hatással vannak.

#### Kihalással nem járó kockázatok
Bár az emberiség hosszút távú fennmaradását biztosító lehetőségeknek minden kétséget kizáróan a kihalás lehet a legfőbb akadálya, léteznek ennek más formái is, mint például a visszafordíthatatlan összeomlás és a visszafordíthatatlan disztópia. Egy olyan katasztrófa, ami eléggé súlyos ahhoz, hogy az emberi civilizáció végleges, visszafordíthatatlan összeomlását idézze elő, szintén egzisztenciális katasztrófának minősülne, még akkor is, ha nem vezetne kihaláshoz. Hasonlóképpen, ha az emberiség egy minden szinten érvényesülő rezsim hatalma alá kerülne és nem lenne esély a helyreállításra, akkor egy ilyen disztópia szintén egzisztenciális katasztrófának számítana. Bryan Caplan szerint "talán az örökkévalóságig tartó totális uralom még rosszabb lenne, mint maga a kihalás". (George Orwell 1984 című regénye egy példát is javasol erre. ) A disztópikus forgatókönyv osztozik a kihalás és a civilizáció helyrehozhatatlan összeomlásának kulcsfontosságú jellemzőiben: a katasztrófa előtt az emberiség fényes jövőképek sokasága közül választhatott; a katasztrófa után azonban örökre egy szörnyű állapotba kényszerül.
Steven Pinker pszichológus szerint az egzisztenciális kockázat egy "haszontalan kategória", amely elvonhatja a figyelmet azokról a fenyegetésekről, amelyeket ő valósnak és megoldhatónak tart – például az éghajlatváltozásról vagy a nukleáris háborúról.

## A kockázatok lehetséges forrásai
A lehetséges globális katasztrófakockázatokat hagyományosan ember okozta (antropogén) vagy nem ember okozta (nem antropogén) veszélyforrásként osztályozzák. A nem antropogén kockázatok közé tartozik például az aszteroida vagy üstökös becsapódási esemény, egyszupervulkán kitörés, egy természetes eredetű világjárvány, egy halálos gamma-kitörés, egy koronakidobódásból származó geomágneses vihar, amely megsemmisíti az elektronikai berendezéseket, a természetes, hosszú távú éghajlatváltozás, az ellenséges földönkívüli élet, és a Nap vörös óriássá válása, amely néhány évmilliárd év múlva elnyelheti a Földet.

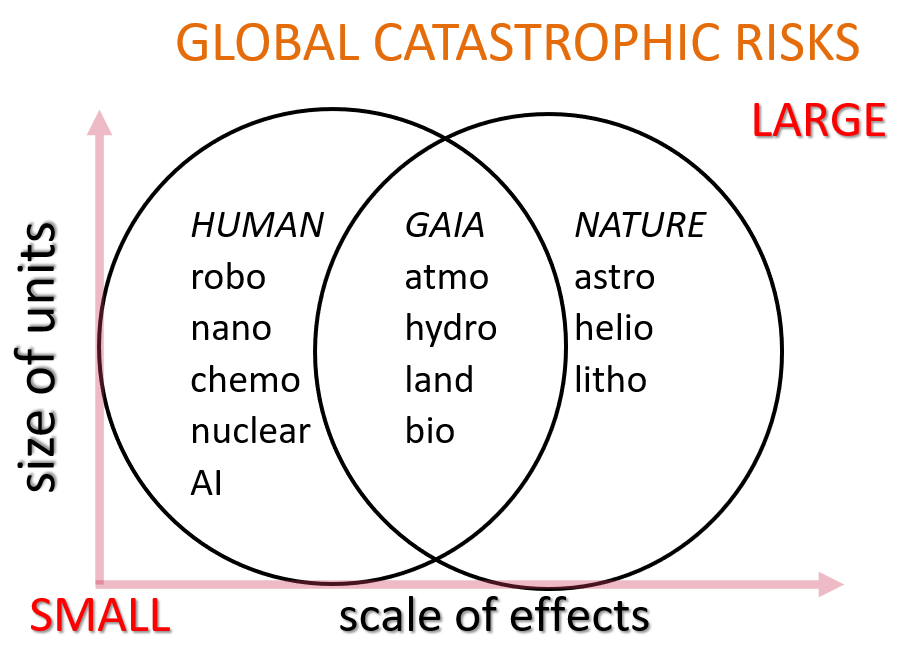
A globális katasztrófakockázatok három csoportba sorolása aszerint, hogy nagyrészt emberi eredetűek, emberi befolyással járó hatással bírnak a természetre vagy tisztán természetes eredetűek.

Az antropogén kockázatokat az ember idézi elő, beleértve a technológiához, a kormányzáshoz és az éghajlatváltozáshoz kapcsolódó kockázatokat. A technológiai kockázatok közé tartozik például az olyan mesterséges intelligencia létrehozása, amely nincs összhangban az emberi célokkal, a biotechnológia és a nanotechnológia. Az elégtelen vagy ártó szándékú globális kormányzás társadalmi és politikai szinten jelent kockázatot, mint például a globális háborút és a nukleáris holokauszt, a biológiai hadviselés és a géntechnológiával módosított szervezeteket felhasználó bioterrorizmus, a kritikus infrastruktúrákat, például az elektromos hálózatot elpusztító kibertámadások és a kiberterrorizmus, vagy a sugárzó fegyverek bevetése, mint például a nagy kobalt-bombák. További globális katasztrófakockázatok közé tartozik az éghajlatváltozás, a környezet pusztulása, a fajok kihalása, az erőforrások egyenlőtlen elosztásából eredő éhínség, a túlnépesedés vagy éppen az alacsony népességszám, a terméskiesés és a nem fenntartható mezőgazdaság .

## Módszertani kihívások
A globális katasztrófakockázatok és egzisztenciális kockázatok természetére és mérséklésére irányuló kutatás egyedi kihívásokkal szembesül, ennek következtében kevésbé alkalmazhatók rá a tudományos szigor szokásos normái. Például nem megvalósítható és nem is lenne etikus ezeknek a kockázatoknak a kísérleti vizsgálata. Carl Sagan a nukleáris háborúval kapcsolatban így fogalmazott: "A nukleáris háború hosszú távú következményeinek megértése nem egy olyan probléma, amely kísérletileg igazolható lenne." Ezen túlmenően számos katasztrófakockázat percről-percre változik a technológia fejlődésével és a háttér feltételek, például a geopolitikai viszonyok változásával egyetemben. További kihívást jelent az is, hogy általában nehéz hosszú távú, pontos előrejelzéseket készíteni a jövőre nézve, különösen az ember által okozott kockázatok esetében, amelyek összetett politikai, gazdasági és társadalmi rendszerektől függenek. A már ismert és kézzelfogható kockázatok mellett előfordulhatnak előre nem látható, úgynevezett fekete hattyú típusú kihalási események is, amelyek további módszertani problémát jelentenek.

### Történelmi előzmény hiánya
Az emberiség még soha nem szenvedett el egzisztenciális katasztrófát, és ha egyszer bekövetkezne egy ilyen esemény, az minden kétséget kizáróan példa nélküli lenne. Ezért az egzisztenciális kockázatok előrejelzése különösen nagy kihívás, még más hosszú távú eseményekhez képest is, részben a megfigyelési szelekciós torzítások miatt. A legtöbb eseménnyel ellentétben az a tény, hogy eddig még nem történt teljes kihalást okozó esemény nem tekinthető bizonyítéknak az ilyen kockázatok jövőbeni valószínűségére nézve, mivel minden olyan korszakban, amelyben egy ilyen kihalási esemény bekövetkezett, nem voltak emberek, akik ezt megfigyelhették volna. Függetlenül attól, hogy milyen gyakran fordul elő egy civilizáció összeomlása, egyetlen civilizáció sem tapasztalt meg egzisztenciális kockázatokat a saját történelme során. Ezek az emberi kihívások részben elkerülhetők, ha olyan bizonyítékokat vizsgálunk, amelyekre nem hat a szelekciós torzítás, mint például a Holdon lévő aszteroida becsapódási kráterek, vagy közvetlenül értékeljük az új technológiák várható következményeit.
Ahhoz, hogy megértsük egy példátlan és helyrehozhatatlan globális civilizációs összeomlás (amely egyfajta egzisztenciális kockázat) dinamikáját, hasznos lehet tanulmányozni az emberi történelem során bekövetkezett különféle helyi civilizációs összeomlásokat. Például az olyan civilizációkét, mint a Római Birodalom, amelyek a központosított kormányzás megszűnésével, valamint az infrastruktúra és a fejlett technológia egész civilizációra kiterjedő jelentős veszteségével értek véget. Ezek a példák azonban arra is rámutatnak, hogy a társadalmak meglehetősen ellenállónak tűnnek a katasztrófákkal szemben; például a középkori Európa átvészelte a fekete halál pusztítását anélkül, hogy az a civilizáció összeomlásához hasonló következményekkel járt volna, noha a lakosságának 25-50%-át elvesztette.

### Ösztönzők és koordináció
Gazdasági okokkal is megmagyarázható, hogy miért fordítanak olyan kevés figyelmet a globális katasztrófakockázat csökkentésére. Egyrészt ez egy spekulatív terület, amely soha nem is valósulhat meg, ezért sokan inkább ennél sürgetőbb problémákra összpontosítanak. Másrészt ez egy globális közjó, így várható, hogy a piacok kínálata nem lesz elegendő. Még, ha egy nagyobb nemzet be is fektetne a kockázatokat csökkentő intézkedésekbe, az ebből származó előnyöknek csupán kis részét élvezné közvetlenül. Ráadásul a globális katasztrófakockázatok csökkentése egyfajta generációkon átívelő globális közjónak is tekinthető. Mivel a csökkentés feltételezett előnyeit nagyrészt a jövő generációi élveznék, és bár ezek a jövőbeli emberek elméletileg talán hajlandóak lennének jelentős összegeket fizetni a kockázatok csökkentése érdekében, jelenleg nem létezik olyan mechanizmus, amely lehetővé tenné egy ilyen tranzakció lebonyolítását.

### Kognitív torzítások
Számos kognitív torzítás befolyásolhatja az emberek megítélését az egzisztenciális kockázatok fontosságával kapcsolatban, ideértve többek között a hatókör iránti érzéketlenségét, a hiperbolikus diszkontálást, az elérhetőségi heurisztikát, az összekapcsolási tévedést, az érzelmi heurisztikát és a túlzott magabiztossági hatást.
A hatókör iránti érzéketlenség leginkább azt befolyásolja, hogy az emberek mennyire tartják drámainak az emberi faj kihalását. Például, amikor az embereket arra ösztönzik, hogy pénzt áldozzanak önzetlen célokra, az általuk felajánlott összeg nem növekszik arányosan a probléma nagyságával: az emberek nagyjából ugyanannyira hajlandóak megakadályozni 200 000 vagy 2 000 madár kipusztulását. Hasonlóképpen, az emberek gyakran jobban aggódnak az egyéneket fenyegető veszélyek, mint a nagyobb csoportokat érintő fenyegetések miatt.

Eliezer Yudkowsky elmélete szerint a hatókör iránti érzéketlenség szerepet játszik az egzisztenciális kockázatokkal kapcsolatos társadalmi megítélésben:
Lényegesen nagyobb számok, mint például 500 millió haláleset, és különösen az olyan, minőségi szempontból eltérő forgatókönyvek, mint az egész emberi faj kihalása, látszólag teljesen más gondolkodásmódot váltanak ki az emberekből.... Azok az emberek, akiknek eszükbe sem jutna bántani egy gyermeket, amikor az egzisztenciális kockázatról hallanak, azt mondják: "Nos, talán az emberi faj nem is érdemli meg, hogy túléljen".
Az emberiség kihalására vonatkozó minden korábbi előrejelzés hamisnak bizonyult. Egyesek számára ez a tény kevésbé hihetővé teszi a jövőbeni figyelmeztetéseket. Nick Bostrom szerint azonban az, hogy az emberiség kihalása még nem történt meg, gyenge lábakon álló bizonyítéknak számít arra nézve, hogy a jövőben sem fog bekövetkezni, mivel a túléléssel kapcsolatos torzítás és más emberi hatások torzítják az érzékelést.
A szociobiológus E. O. Wilson így érvelt: "Az evolúcióbiológusok szerint ennek a rövidlátó, elhomályosult szemléletnek az az oka, hogy az emberi nemzetség létezésének csaknem kétmillió éves fennállása során, az utolsó néhány évezred kivételével, valóban előnyös volt ez a nézőpont... Kiemelt figyelmet kapott a közeljövő és a korai szaporodás, minden más pedig háttérbe szorult. Az olyan katasztrófák, amelyek csak néhány évszázadonként fordulnak elő, vagy feledésbe merültek vagy mítosszá alakultak át."

## Javasolt enyhítési stratégiák

### Többrétegű védelem
A mélyreható védelem hasznos keretrendszert nyújt a kockázatcsökkentő intézkedések három védelmi szintre történő kategorizálása kapcsán:
1. Megelőzés: A katasztrófa bekövetkezésével kapcsolatos valószínűség csökkentése. Példa: Az új, rendkívüli mértékben fertőző betegségek kitörésének megelőzésére irányuló intézkedések.
2. Reagálás: A katasztrófa globális szinten való elterjedésének megakadályozása. Példa: Az olyan intézkedések, amelyek megakadályozzák, hogy egy kisebb léptékű nukleáris összecsapás totális nukleáris háborúvá eszkalálódjon.
3. Reziliencia:  Az emberiség rugalmas ellenálló képességének növelése (a kihalással szemben), amikor globális katasztrófákkal szembesül. Példa: Az élelmezésbiztonság növelésére irányuló intézkedések nukleáris tél estére.[33]

Az emberiség kihalása akkor a legvalószínűbb, ha mindhárom védelmi mód meggyengül, azaz amikor "olyan kockázatokkal állunk szemben, amelyeket valószínűleg nem leszünk képesek megelőzni, hatékonyan kezelni, és amelyekkel szemben nem vagyunk kellőképpen ellenállóak".
Az egzisztenciális kockázatok példátlan jellege különleges kihívást jelent a kockázatcsökkentő intézkedések megtervezése során, mivel az emberiségnek nincs lehetősége arra, hogy tanuljon a korábbi eseményekből.

### Finanszírozás
Egyes kutatók szerint mind a kutatás, mind az egzisztenciális kockázatokkal kapcsolatos egyéb kezdeményezések alulfinanszírozottak. Nick Bostrom úgy véli, hogy több kutatás született a Star Trek című sorozattal kapcsolatban, a snowboardozásról vagy a ganajtúró bogarakról, mint az egzisztenciális kockázatokról. Bostrom összehasonlításait azonban egyesek túlzónak és "lekezelőnek" tartják. A Biológiai Fegyverek Egyezményének szervezete 2020-ban mindössze  1,4 millió dolláros költségvetésből működött.

### A túlélés megtervezése
Egyes tudományos szakemberek azt javasolják, hogy alakítsanak ki a Földön egy vagy több önellátó, egymástól távol lévő, állandóan lakott települést, amelyeket kifejezetten egy globális katasztrófa túlélése céljából hoztak létre. Robin Hanson közgazdász szerint egy olyan menedékhely, amely hosszú távon képes akár 100 embernek is otthont adni, jelentősen javítaná az emberiség túlélésének esélyeit különféle globális katasztrófák esetén.
A globális szintű  élelmiszertárolás is felmerült javaslatként, azonban ennek finanszírozása igencsak költséges lenne. Ráadásul valószínűleg hozzájárulna az alultápláltság miatt évente bekövetkező több millió ember halálához. David Denkenberger vezetésével 2022-ben egy kutatócsoport modellezte a reziliens élelmiszerek költséghatékonyságát a mesterséges általános intelligencia (AGI) biztonságához képest, és "körülbelül 98-99%-os biztonsággal" arra jutottak, hogy a reziliens élelmiszerekkel kapcsolatos munka nagyobb hatásfokkal bír. Egyes túlélők olyan menedékhelyeket hoznak létre, amelyek több évre elegendő élelmiszerkészlettel rendelkeznek.
A Svalbard Global Seed Vault egy hegy gyomrába van beépítve, 120 méterrel a földfelszín alatt, egy szigeten, az Északi-sarkvidéken. A létesítményt úgy tervezték meg, hogy a több, mint 100 országból származó, 2,5 milliárd vetőmagot elővigyázatosságból elraktározhassák a világ terményeinek megőrzése érdekében. A környező kőzet hőmérséklete -6 Celsius-fok volt 2015-ben, de a tárolót -18 Celsius-fokos hőmérsékleten tartják, helyben kitermelt szénnel működő hűtőberendezések segítségével.
Feltételezések szerint, ha a társadalom továbbra is működőképes marad és a bioszféra is alkalmas lesz az életre, akkor a jelenlegi népesség kalóriaszükségletét elméletileg ki lehetne elégíteni akár hosszabb ideig tartó napfényhiány esetén is, megfelelő előzetes tervezés mellett. A feltételezett megoldások között szerepel például a gombatermesztés a katasztrófa nyomán visszamaradt, elhalt növényi biomasszán, a cellulóz cukorrá alakítása, vagy metánt lebontó baktériumok etetése földgázzal.

### Globális katasztrófakockázatok és globális kormányzás
A nem megfelelő globális kormányzás társadalmi és politikai területen is komoly kockázatokkal jár, miközben a kormányzásra irányuló mechanizmusok fejlődése lassabb ütemben zajlik, mint a technológiai és társadalmi változások. A kormányok, a magánszektor és a közvélemény is aggodalmukat fejezik ki amiatt, hogy hiányoznak azok a hatékony kormányzási eszközök, amelyek képesek lennének megfelelően kezelni a kockázatokat, valamint a különféle és gyakran ellentétes érdekek mentén zajló tárgyalásokat és a döntéshozatalt. Ezt a problémát tovább súlyosbítja a globális rendszerszintű kockázatok összekapcsolódásának felismerése. Globális kormányzás hiányában vagy azt megelőzendő, a nemzeti kormányok egyénileg is felléphetnek a globális katasztrófák jobb megértése, mérséklése és az azokra való felkészülés érdekében.

### Klímavészhelyzeti tervek
A Római Klub 2018-ban az éghajlatváltozás elleni fellépés fokozására szólított fel, és közzétette az Klímavészhelyzeti tervet, amely tíz pontba foglalta a szükséges intézkedéseket annak érdekében, hogy a globális átlaghőmérséklet emelkedés 1,5 Celsius-fok alatt maradjon. Ezt követően 2019-ben a Klub közzétette az átfogóbb Bolygószintű Vészhelyzeti Tervet is.
Bizonyítékok utalnak arra, hogy ha kollektíven foglalkozunk azokkal az érzelmi benyomásokkal, amelyek az emberi faj sebezhetőségének az éghajlatváltozással összefüggésben való tudatosítása során merülnek fel, akkor ezek az élmények rugalmassá válhatnak. Ha az érzelmi tapasztalatok közös feldolgozása támogató közegben történik meg, az hozzájárulhat a reziliencia, azaz a rugalmas ellenálló képesség fejlesztéséhez, a pszichológiai rugalmasság kialakulásához, az érzelmi megtapasztalásokkal szembeni tűrőképesség és a közösségi elkötelezettség növeléséhez.

### A világűr gyarmatosítása
A világűr gyarmatosítása egy olyan javasolt alternatív lehetőség, ami az emberi faj túlélési esélyeinek növelését szolgálja, egy esetleges kihalási forgatókönyv esetén. Az ilyen léptékű megoldások megvalósítása során valószínűleg elképesztő léptékű mérnöki fejlesztésekre lenne szükség.
Stephen Hawking asztrofizikus a Naprendszeren belüli más bolygók gyarmatosítását szorgalmazta, amint azt a technológia fejlődése lehetővé teszi, mindezt a célból, hogy növelje az emberiség túlélési esélyeit olyan bolygószintű eseményekkel szemben, mint például egy globális termonukleáris háború.

## Szervezetek
Az 1945-ben alapított Bulletin of the Atomic Scientists az egyik legrégebbi globális kockázatokkal foglalkozó szervezet, amelyet azután alapítottak meg, hogy a II. világháborút követően a közvélemény aggódni kezdett az nukleáris háború lehetősége miatt. A szervezet a nukleáris háborúval valamint az atomenergiával kapcsolatos kockázatokat tanulmányozza, és híres az 1947-ben létrehozott Végítélet órájának fenntartásáról. Az 1986-ban alapított Foresight Institute a nanotechnológia kockázatait és előnyeit vizsgálja. Ez volt az egyik legelső szervezet, amely a globális szinten elszabadult, egyébként ártalmatlan technológiák nem szándékos következményeit tanulmányozta. Az intézetet K. Eric Drexler alapította, aki megalkotta a „szürke iszap” elméletét.
A 2000-es évet követően egyre több tudományos szakember, filozófus és tech-milliárdos hozott létre olyan szervezeteket, amelyek a globális kockázatok tanulmányozásának szentelik tevékenységüket, mind a tudományos körökön belül, mind pedig azokon kívül.
A független, nem kormányzati szervezetek (NGO-k) közé tartozik a 2000-ben megalapított Machine Intelligence Research Institute, amelynek célja a mesterséges intelligencia által okozott katasztrófakockázatok csökkentése. Támogatói között szerepel például Peter Thiel és Jed McCaleb. A 2001-ben alapított Nuclear Threat Initiative arra törekszik, hogy csökkentse a nukleáris, biológiai és vegyi fenyegetésekből eredő globális kockázatokat, valamint mérsékelje az ilyen eseményt követő károkozás mértékét. A szervezet nukleáris anyagbiztonsági indexet is vezet. A 2009-ben alapított Lifeboat Foundation a technológiai katasztrófák megelőzésére irányuló kutatásokat finanszíroz. A kutatási források nagy része egyetemeken zajló projekteket támogat. A 2011-ben Seth Baum és Tony Barrett által alapított Global Catastrophic Risk Institute egy amerikai székhelyű nonprofit, pártoktól független agytröszt. A GCRI különböző kockázatokkal kapcsolatos kutatásokat és szakpolitikai munkát végez, többek között a mesterséges intelligencia, a nukleáris háború, az éghajlatváltozás és az aszteroida-becsapódása terén. A stockholmi székhelyű, Szombatfalvy László által 2012-ben alapított Global Challenges Foundation évente jelentést tesz közzé a globális kockázatok állapotáról. A 2014-ben alapított Future of Life Institute arra törekszik, hogy csökkentse az átalakuló technológiákból eredő szélsőséges, nagyszabású kockázatokat, és olyan irányba terelje ezek fejlesztését, amely minden életformát szolgál. Mindezt úgy valósítja meg, hogy támogatást nyújt, az Egyesült Államokban, az Európai Unióban és az ENSZ-ben folytatott politikai érdekérvényesítés és oktatási tevékenység révén. Elon Musk, Vitalik Buterin és Jaan Tallinn a legnagyobb adományozói közé tartoznak.
Az egyetemekhez kötődő szervezetek közé tartozik a 2005-ben megalapított Future of Humanity Institute, amely az emberiség hosszú távú jövőjének kérdéseivel, különösen az egzisztenciális kockázatokkal foglalkozott. Az intézetet Nick Bostrom alapította, és székhelye az Oxfordi Egyetemen működött. A 2012-ben alapított Centre for the Study of Existential Risk a Cambridge-i Egyetemen működő szervezet, amely négy fő technológiai kockázatot tanulmányoz: a mesterséges intelligenciát, a biotechnológiát, a globális felmelegedést és a hadviselést. Ezek mindegyike ember által előidézett kockázat. Ahogy Huw Price az AFP hírügynökségnek kifejtette: "Észszerű előrejelzésnek tűnik, hogy valamikor ebben vagy a következő században az intelligencia ki fog törni a biológia korlátai közül". Hozzátette, hogy amikor ez megtörténik, "már nem mi leszünk a legokosabb lények a bolygón", így fennáll annak a veszélye, hogy ki leszünk szolgáltatva "olyan gépeknek, amelyek nem rosszindulatúak, de amelyeknek az érdekei között az emberiség nem szerepel". Stephen Hawking az intézet megbízott tanácsadójaként is közreműködött. A Millennium Alliance for Humanity and the Biosphere egy Stanford Egyetemen működő szervezet, amely a globális katasztrófákkal kapcsolatos számos kérdéssel foglalkozik, elsősorban a humán tudományterületek szakmai képviselőinek összefogásával. Az alapítói között volt többek között Paul Ehrlich is. A Stanford Egyetemen működik továbbá a Center for International Security and Cooperation is, amely a globális katasztrófakockázat csökkentésére irányuló politikai együttműködésre összpontosít. A Center for Security and Emerging Technology 2019 januárjában jött létre a Georgetown Egyetem Walsh School of Foreign Service intézményén belül, és a feltörekvő technológiák, különösen a mesterséges intelligencia szakpolitikai kutatására összpontosít. A központ az Open Philanthropy javaslatára 55 millió dolláros támogatást kapott a Good Ventures-től.
Egyéb kockázatértékeléssel foglalkozó csoportok kormányzati szervezetekhez kapcsolódnak, vagy azok részeként működnek. Az Egészségügyi Világszervezet (WHO) egyik részlege a Global Alert and Response (GAR), amely a globális járványügyi válságokat figyeli és reagál rájuk. A GAR támogatja a tagállamokat a járványokra való felkészülésben, valamint a válaszlépésekkel kapcsolatos koordinálásban és a szakmai képzésekben. A United States Agency for International Development (USAID) működteti az Emerging Pandemic Threats Program nevű projektet, amelynek célja, hogy a keletkezési forrásnál megelőzze és megfékezze a természetes úton keletkező világjárványokat. A Lawrence Livermore National Laboratory keretében működik a Global Security Principal Directorate nevű részleg, amely a kormány megbízásából olyan kérdéseket kutat, mint a biológiai biztonság és a terrorelhárítás.

## Fordítás
Ez a szócikk részben vagy egészben  a   Global catastrophic risk című angol Wikipédia-szócikk fordításán alapul.  Az eredeti cikk szerkesztőit annak laptörténete sorolja fel. Ez a jelzés csupán a megfogalmazás eredetét és a szerzői jogokat jelzi, nem szolgál a cikkben szereplő információk forrásmegjelöléseként.